# Puli
Puli (anomenat pulik en plural) és una raça canina petita-mitjana provinent d'Hongria, segurament va arribar-hi amb el magiars, els seus orígens son asiàtics i sembla que descendeix del terrier tibetà. Són utilitzats com a gos pastor i gos policia i coneguts pel seu mantell llarg de rínxols, similar a les rastes, les quals fan que el seu pelatge sigui pràcticament impermeable. Una raça de gos hongarès d'aspecte similar, però molt més gran es diu Komondor.
El color i la mida van tenir un paper enorme en el desenvolupament del puli com a gos pastor. El puli de colors més clars guardava els ramats de lladres i animals salvatges a la nit, barrejant-se amb el ramat. El gruixut mantell les protegia de les mossegades dels llops. El puli de color més fosc s’utilitzava per conduir el ramat durant el dia. El pastors nòmades hongaresos podien pagar fins i tot un any de sou per un Puli.
Tota la cria de gossos a Hongria estava gairebé destruïda durant la Segona Guerra Mundial, però en aquell moment la puli ja havia guanyat el seu lloc com a acompanyant. Els gossos van ser traslladats a altres països i es va continuar criant per preservar la raça, sobretot a Amèrica del Nord.
El Departament d’Agricultura dels Estats Units va importar quatre pulik de pura raça el 1935 a Beltsville, Maryland, com a part d’un experiment en intentar ajudar els agricultors nord-americans preocupats pel problema dels gossos pastors que de vegades mataven els animals als quals havien estat confiats per controlar. Els Pulik van ser criats entre ells i es van creuar amb el pastor alemany, el Chow Chow i potser amb dos gossos pastors turcs allotjats allà en aquell moment. Quan va esclatar la Segona Guerra Mundial, els Pulik van ser subhastats a criadors professionals i, es creu que, a partir d'aquests quatre gossos i la seva descendència va començar la història dels Puli als Estats Units.

## Descripció de la raça
Es un gos de talla mitjana, d'aspecte molt rústic amb molt pel en totes les seves parts del cos. Es de constitució forta i ben proporcionat. La funció principal d'aquest gos era conduir i custodiar els ramats d'ovelles.
El pel dels cadells és espès, ondulat o arrissat. Posteriorment els creixen flocs o cordons perfectament estructurats. El mantell està constituït per una capa externa rústica i una llaneta interior mes fina. La proporció dels dos tipus de pell interactuant son els que li donen el seu caràcter al mantell. Aquests cordons arriben al seu llarg màxim (20-30 cm.) ens les regions del llom i de la gropa, el que fa que estan dret en moltes ocasions el pel toca a terra. Els cordons mes curts es troben al cap i solen mesurar entre 10 i 12 cm.
El color es negre, negre amb reflexes vermellosos, diferents tons de gris i blanc.
Mesures: Els mascles solen ser entre 40 a 44 cm per un pes de 13 a 15 kg. Les femelles de 37 a 41 cm per un pes entre 10 a 1 Kg.
Esperança de Vida : Entre 12-16 anys.
Es un gos molt rústic, no té pràcticament problemes de salut i si viu en bones condicions té una esperança de vida molt llarga, gossos de més de 10 anys poden seguir fent de guarda.
El seu habitat ideal es el jardí però pot viure en una casa.

## Temperament/caràcter
Es tracta de gossos molt intel·ligents, dòcil i afectuosos que es porten molt bé amb nens si els coneixen des de petits; és un gos lladrador però mai ho fa sense motiu, sinó per sorolls, persones estranyes, o exigències d'atenció. Es un bon company per nens amb els que pot jugar durant hores, sobretot quan es jove. De gran es torna mes reservat i tranquil. Es molt fidel, lleial i força actiu.Es fàcil d'ensinistrar. És sensible i propens al ressentiment.
Necessita exercici físic i mental. No necessita quilòmetres d’exercici per córrer. Però han de fer diverses passejades diàries i un jardí tancat on estirar les cames.L'exercici mental és tan important com l'exercici físic, cosa que significa activitats interessants per fer.
Encara que va néixer com un gos pastor, ara es un gos de guarda, companyia o exposició.